# Митропа куп 1972.
Митропа куп 1972 је била 31. година одржавања овог клупског фудбалског такмичења.
Ове године у такмичењу је настипило 6 клубова. Из Југославије су била два кулба а из Аустрије, Италије, Чехословачке и Мађрске по један. Клубови су биле подељени у две групе, где се играо свако са сваким. Победници група су играли две утакмице у финалу за освајача купа.

## Група А
| Клуб      | Држава                                           | Резултати | Држава | Клуб              |
| --------- | ------------------------------------------------ | --------- | ------ | ----------------- |
| НК Челик  | Социјалистичка Федеративна Република Југославија | 0-3, 3-0  |        | ФК Хонвед         |
| НК Челик  | Социјалистичка Федеративна Република Југославија | 2-0, 2-0  | Чешка  | ФК Спарта Праг    |
| ФК Хонвед |                                                  | 3-2, 2-1  | Чешка  | ФК Спарта Праг\|- |

## Табела група А
| Екипа            | ИГ | Д. | Н. | ИЗ | ГД | ГП | Бод. |
| ---------------- | -- | -- | -- | -- | -- | -- | ---- |
| 1 НК Челик       | 4  | 3  | 0  | 1  | 7  | 3  | 6    |
| 2 ФК Хонвед      | 4  | 3  | 0  | 1  | 8  | 6  | 6    |
| 3 ФК Спарта Праг | 4  | 0  | 0  | 4  | 3  | 9  | 0    |

## Група Б
| Клуб          | Држава                                           | Резултати | Држава                                           | Клуб            |
| ------------- | ------------------------------------------------ | --------- | ------------------------------------------------ | --------------- |
| ФК Фиорентина | Италија                                          | 3-0, 1-2  | Социјалистичка Федеративна Република Југославија | ФК Партизан     |
| ФК Фиорентина | Италија                                          | 3-0, 2-1  | Аустрија                                         | First Vienna FC |
| ФК Партизан   | Социјалистичка Федеративна Република Југославија | 3-0, 4-1  | Аустрија                                         | First Vienna FC |

## Табела групе Б
| Екипа             | ИГ | Д. | Н. | ИЗ | ГД | ГП | Бод. |
| ----------------- | -- | -- | -- | -- | -- | -- | ---- |
| 1 ФК Фиорентина   | 4  | 3  | 0  | 1  | 9  | 3  | 6    |
| 2 ФК Партизан     | 4  | 3  | 0  | 1  | 9  | 5  | 6    |
| 3 First Vienna FC | 4  | 0  | 0  | 4  | 2  | 12 | 0    |

## Финале
| Побеник  | Држава                                           | Резултат | Држава  | Финалиста     |
| -------- | ------------------------------------------------ | -------- | ------- | ------------- |
| НК Челик | Социјалистичка Федеративна Република Југославија | 0-0, 1-0 | Италија | ФК Фиорентина |